# Delia Grigore
Delia Grigore (Galați, 7 februari 1972) is een Roemeens schrijfster en activist voor Roma.
Grigore behaalde een PhD in beeldende kunst aan de Roemeense Academie, en studeerde  en werkt aan de Universiteit van Boekarest. In 2002 studeerde ze af op een proefschrift over de Romacultuur in Roemenië. Ze schreef meerdere stukken over de Romacultuur en -taal, en is voorzitter van de vereniging Amare Rromentza, die rechten van Roma behartigt.
- Gemeinsame Normdatei: 1138383910
- International Standard Name Identifier: 0000 0001 2212 2074
- Library of Congress Control Number: no2002064671
- Système universitaire de documentation: 148596118
- Virtual International Authority File: 268776152
- WorldCat: E39PBJrm6CJTCDDYc7fDxmBVmd